# 西洛奇莊園 (夏威夷州)
西洛奇莊園（英語：West Loch Estate）是位於美國夏威夷州檀香山縣的一個人口普查指定地區。

## 地理
西洛奇莊園的座標為21°21′40″N 158°01′28″W / 21.36111°N 158.02444°W，而該地最高點為海拔高度3米（即10英尺）。

## 人口
根據2010年美國人口普查的數據，西洛奇莊園的面積為1.60平方千米，均為陸地。當地共有人口5485人，而人口密度為每平方千米3,428.13人。